# Phantomon
Phantomon (japanski: Fantomon; ファントモン) fikitivni je Duh Digimon iz istoimene franšize koji se pojavljuje u prve četiri sezone animirane serije. 
Njegovo ime dolazi od riječi fantom, a njegov dizajn inspiriran je Smrću. Sa sobom uvijek ima svoja kosa i veliki lanac na čijem se kraju nalazi teška metalna kugla. Oko vrata mu, na zlatnom lancu, visi magično, kristalno oko u kojem može zarobiti svoje neprijatelje, a preko njega može čak i vidjeti budućnost. Kako je Phantomon Duh Digimon višeg reda od Bakemona, kada opsjedne osobu, osoba zna da je pri kraju jer Phantomon opsjeda samo one koji su blizu smrti. Njegovo lice skriveno je crvenim plaštom kojega nikada ne skida, a prema određenim izvorima, unutrašnjost tog plašta zapravo je put u drugu dimneziju Digitalnog svijeta. DigiKod u njegovom plaštu je nasumično raspoređen, a poruka koja se može iščitati glasi "Digitalno čudovište".

## Pojavljivanja

### Anime

#### Digimon Adventure
Phantomonovo prvo pojavljivanje bilo je sporedno i ravno cameo nastupu kada se mogao vidjeti kao upravljač kočije u kojoj se nalazio Myotismonovo lijes. Njegova kasnija uloga ipak postaje značajnija. Prvo ozbiljnije pojavljivanje u Stvarnome svijetu ima kao predvodnik svih (a njih je bilo mnogo) Bakemona, a upravo je on taj koji je uspio zaustaviti plan Izabrane djece da imobiliziraju Bakemone, pošto je bio spretniji i sposobniji od svih njihovih pokušaja. Uskoro Phantomon predvodi Bakemone prilikom preseljenja ljudi, a kada ga napadne Greymon, koji pokušava spasiti ljude, porazi ga bez ikakvih poteškoća, jednim trzajem svojih kosa. Uskoro uspije locirati Matta, Soru i Kari i zahtijeva od njih da ga slijede. Kada ga napadnu Birdramon i Garurumon, poziva Snimona i Tuskmona koji ih poraze. Tada, svojim teškim lancem, napadne Matta, nakon čega istupi Kari i prizna kako je ona osmo dijete. Zadovoljan, Phantomon povlači Tuskmona i Snimona, formira Tamni mjehur oko Kari i odvodi ju Myotismonu. Djeca se uskoro ponovo ujedine i krenu u ofenzivu kako bi oslobodili Kari. Phantomon se upliće u borbu i želi svladati Greymona, no kada ovaj Digivoluira u MetalGreymona, povlači se. Kao još jedan specifikum, Phantomon umire slučajno, postavši kolateralna žrtva napada na Myotismona. Neime, kada je Angemon svojom Moći svjetla napao Myotismona (kojega je napad oslabio), Phantomon je umro jer je stajao direktno do Myotismona, što je značilo da je bio izložen tom napadu. 
David Guerrie, koji je posudio glas Phantomonu u američkoj verziji animea, imitirao je glas slavnoga Borisa Karloffa prilikom sinkronizacije, što je posebnost koja je zabilježena jedino u američkoj sinkronizaciji.

#### Digimon Adventure 02
U drugoj sezoni animea, u epizodi kada Matt i njegov sastav održavaju božićni koncert, Phantomon se pojavljuje, zajedno s još hrpom Digimona, u stvarnom svijetu i prekine koncert. To je bio rezultat pojave niza Crnih tornjeva u Tokiju, pomoću kojih je Arukenimonu i Mummymonu uspjelo pozvati Digimone u stvarni svijet i tako uzrokovati kaos. Naravno, Phantomon je, zajedno s ostalim Digimonima, vraćen u Digitalni svijet ubrzo nakon dolaska.

#### Digimon Tamers
Kada se Rika prisjeća kako je, nakon kartaškog turnira, dobila svog partnera, vidimo Phantomona među siluetama brojnih Digimona koji su, u tom za Riku potresnom trenutku, htjeli biti njezini partneri. Zajedno s ostalima, nestao je kada se pojavio Rikin pravi partner, Renamon. 

#### Digimon Frontier
Dva Phantomona (moguće braća) Cherubimonovi su sluge i čuvaju ulaz u dvorac pod Zvjezdom ruža. Kada djeca dođu i Digivoluiraju, želeći se riješiti Phantomona koji im priječe ulaz, ustanove kako nemaju baš jednostavan zadatak. Dvojica Phantomona iznimno su brzi i spretni, a uz sve to koriste i svoju sposobnost nestajanja, što djeci dodatno otežava borbu protiv dvojice sinkroniziranih Phantomona. Ubrzo Phantomoni zarobe sve Digimone unutar svog kristalnog oka, izuzev Löwemona. Iako sada ostane jedini, a time naizgled laka meta, Löwemon pravovremeno skoči u trenutku kada ga dva Phantomona pokušaju napasti sa strane. Njih dvojica se tako sudare, a Löwemon to iskoristi kako be skenirao i pročistio njihov D-Code. Phantomoni su tako nestali, a ostatak djece je oslobođen iz njihovog oka.

### Igre

#### Digimon Adventure: Anode/Cathode Tamer
U ovoj je igri Phantomon varijabilni Digimon koji smanjuje AP svih protivnika.

#### Digimon Adventure 02: Tag Tamers
Phantomoni su jedni od protivnika u Ryovom dijelu Despair Severa 2, te kao članovi Moon=Millenniummonovog tima prilikom njegove borbe s Kenom. Može se dobiti Digivoluiranjem Bakemona u liniji 52. 

#### Digimon Tamers: Brave Tamer
Phantomoni se kao protivnici pojavljuju u domenama Trap i Dark Daisuke's Crevasses. Karta s likom Phantomona nauči Digimona na kojemu je primijenjena njegov napad Kosa sjenke, koji iz prvog puta ubije protivnika. 

#### Digimon World 2
Phantomon se može dobiti Digivoluiranjem Bakemona ili Soulmona, a dalje Digivoluira u Piedmona. 

#### Digimon World 3
Phantomon se pojavljuje u Amaterasu South Sectoru, u domeni Jungle Grave, a jedina razlika između njega i onog iz animea (i karata) je ta što je u njegov plašt u igri plavkaste, a ne crvene boje. 

#### Digimon Digital Card Battle
Phantomon pripada Dark kartama i ima 1100HP, napad na krugu u iznosu od 600, na trokutu od 400 i Eat-up HP napad na iksu od 300. 

#### Digimon Rumble Arena 2
U Rumble Areni 2, Phantomon se pojavljuje kao Digimon koj se može posebno pozvati usred borbe kako bi izazvao kaos tijekom iste. Priziva ga se pomoću posebne alatke zvane "Summon Phantomon". Phantomon počonje loviti sve sudionike borbe, uključujući i samog korisnika, i pobije ih s 1-Hit-KO napadom. U par se navrata teleportira, da bi na kraju potpuno nestao. Jedan je od čestih pomoćnih alata u igri, a ujedno i jedan odnajkorisnih te je gotovo nezaustavljiv.

#### Digimon World Dawn/Dusk
U ovoj se igri Phantomon može susresti u domeni Thriller Ruins. Razvija se iz Bakemona na 34. levelu s 4200 Darkness Exp., a dalje se može razviti u Ghoulmona ili Apocalymona. 

#### Digimon Battle
Phantomon je u ovoj igri Wizardmonov Ultra level koji se pojavljuje na drugom katu domene Dungeon of Darkness. Njegov početni status je 3-2-2-1, a na levelu 41 razvija se u Dynasmona.

## Sposobnosti
- Kosa sjenki (Soul Chopper) - iskoristi svoja kosa kako bi rasjekao i potpuno uništio dušu neprijatelja
- Smrtna kazna (Father Time)

## Zanimljivosti
- Phantomon je jedan od rijetkih Digimona koji se pojavio u četiri uzastopne sezone te jedini od neprijatelja iz prve sezone koji je dobio tu privilegiju.
- Iako je nakratko viđen još u epizodi U znaku ljubavi, govornu ulogu dobio je tek kad je Myotismon započeo potragu za osmim djetetom i to kao Myotismonova desna ruka i, nakon njega, najmočniji Digimon u njegovoj vojsci.

## Vanjske poveznice
Phantomon na Digimon Wiki